# Nagylucska
Nagylucska (Великі Лучки) település Ukrajnában, Kárpátalján, a Munkácsi járásban.

## Fekvése
Munkácstól nyugatra, Gorond, Újdávidháza és Beregrákos közt fekvő település.

## Története
1910-ben 4514 lakosából 136 magyar, 152 német, 4204 ruszin volt. Ebből 4601 görögkatolikus, 221  görögkeleti ortodox, 174 izraelita volt.
A trianoni békeszerződés előtt Bereg vármegye Munkácsi járásához tartozott.